# Station Mehrower Allee
Mehrower Allee is een station van S-Bahn van Berlijn, gelegen in het Berlijnse stadsdeel Marzahn. Het station werd geopend op 15 december 1980 en was op dat moment het eindpunt van de S-Bahnlijn naar Marzahn, die tegenwoordig het nummer S7 draagt. Twee jaar later verlengde men de lijn naar Ahrensfelde. Aanvankelijk droeg het station de naam Otto-Winzer-Straße; deze naar de DDR-politicus Otto Winzer genoemde straat werd in 1992 echter omgedoopt tot Mehrower Allee.
Station Mehrower Allee ligt parallel aan de Märkische Allee, de westelijke randweg van Marzahn. Aan de oostkant van het station bevindt zich een typische Oost-Duitse hoogbouwwijk uit het begin van de tachtiger jaren (Plattenbau); ten westen van het spoor ligt een industriegebied. Station Mehrower Allee bestaat uit een volledig overdekt eilandperron en twee sporen. Een voetgangerstunnel verbindt het perron met de woonwijken rond de Mehrower Allee.